# Tabaquismo en Japón

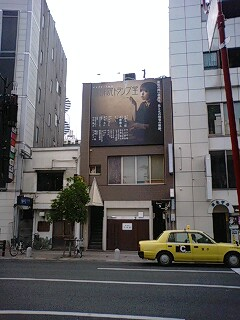
Los grandes anuncios publicitarios de productos de tabaco como los de la imagen, alguna vez comunes en las ciudades, ya no son visibles en Japón.

El tabaquismo en Japón, si bien no está legalmente restringido como en otros países, ha cambiado significativamente en los últimos años. El consumo de tabaco ha caído de forma constante desde 1996 y esta caída se ha acelerado en años recientes. El consumo de cigarrillos en el 2012 fue de 197,5 mil millones de unidades, aproximadamente el 57% de la cifra máxima, alcanzada en 1996, y una cifra que no se veía desde 1968. De forma similar, en el 2012, la tasa de adultos fumadores en Japón era de 22,1%, siendo el 33,7% de los hombres y el 10,6% de las mujeres. lo que significa la cifra más baja registrada desde que Japan Tobacco comenzó a realizar encuestas en 1965. No obstante, cerca de 30 millones de personas son fumadoras en Japón, lo que hace del país uno de los mercados más grandes de tabaco del mundo.

## Historia
Hasta 1985, la industria tabacalera era un monopolio manejado por el gobierno; el gobierno de Japón sigue involucrado en la industria a través del Ministerio de Hacienda, que después de una venta masiva en marzo de 2013, ahora posee sólo un tercio de las acciones en circulación de Japan Tobacco, y el Ministerio de Salud, Trabajo y Bienestar Social, que es activo en la salud pública y otra la formulación de políticas de control del tabaco.
En Japón, se han vuelto comunes las áreas libres del humo de tabaco en hogares, oficinas, restaurantes, salones de pachinko y en zonas públicas, incluso en restaurantes familiares o de comida rápida.

## Prevalencia
La edad legal para la venta y el consumo público de tabaco en Japón son 20 años.